# Hans Danneborn
Hans Olof Danneborn, född 27 januari 1946 i Degerfors i Värmland, är en svensk filmproducent och dokumentärfilmare.

## Filmografi
- 1978 – Lek på allvar
- 1979 – Vart tar alla blommor vägen?
- 1982 – Gotlandshuset
- 1982 – Stoppa pjäsen
- 1983 – Festen är över
- 1983 – Kärleken och vinden
- 1986 – Det stora ögonblicket
- 1986 – Hoppet över muren
- 1988 – Det är långt till New York
- 1988 – Ett hav av läster
- 1989 – När var tar sin
- 1990 – Sjung i bedrövelsens mörker
- 1991 – En randig mamma med svans
- 1992 – Av egen kraft
- 1992 – Naturlig födelse
- 1994 – Flickan och hästen
- 1995 – Hoppet är en vakande dröm
- 1996 – Elvira och Turildo
- 1996 – Slowfox - Pajala t.o.r.
- 1998 – Månskenspromenaden
- 1999 – Strålande framtid
- 2001 – Besvärliga människor
- 2004 – Flêckera i Sulvik
- 2005 – Efter Jesper
- 2014 – Och Piccadilly Circus ligger inte i Kumla